# Stele di Kurkh

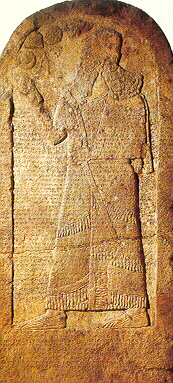

La stele di Kurkh è un monumento assiro alto 2,2 metri, contenente, nella sua parte finale, una descrizione della battaglia di Qarqar. Il monolito, conservato nel British Museum di Londra, è stato scoperto nel villaggio curdo di Kurkh, vicino alla città di Bismil nella provincia di Diyarbakır, in Turchia. Le iscrizioni su questa stele descrivono i primi sei anni del regno del re assiro Salmanassar III (859-824 a.C.), anche se manca il quinto anno.
Il monolito descrive principalmente le campagne di Salmanassar nella Mesopotamia occidentale e in Siria, durante le quali combatté i paesi di Bit Adini e Karkemish. La parte finale della storia iscritta sul monolito contiene il conteggio dei belligeranti della battaglia di Qarqar, nella quale un'alleanza di dodici re combatté Salmanassar nella città siriana di Qarqar.
Questa alleanza, composta da undici re, era guidata da Irhuleni, re di Hama e Hadadezer, re di Damasco, ma menziona anche un forte contingente guidato da Acab, re di Israele.